# Henrik Pedersen
Henrik Pedersen (ur. 10 czerwca 1975 roku w Kjellerup) – piłkarz reprezentacji Danii oraz Silkeborg IF, występujący na pozycji napastnika.
Profesjonalną karierę rozpoczynał w drużynie Silkeborg IF w 1995 roku. Pięć lat później zadebiutował w pierwszej reprezentacji Danii przeciwko Wyspom Owczym. W sezonie 2000/2001 gdy został drugim najlepszym strzelcem w lidze zgłosił się po niego Sam Allardyce – trener Boltonu Wanderers. 18 kwietnia zadebiutował w Boltonie meczem Pucharu Anglii przeciwko Wallsal F.C. zmieniając w drugiej połowie meczu Ricardo Gardnera oraz strzelając bramkę na 4:3. Nie zaaklimatyzował się wtedy jednak na dobre w Boltonie i szybko powrócił do Silkeborgu by pomóc mu w walce przed spadkiem. Na Reebok Stadium zawitał ponownie latem 2002 roku gdzie występował do 2007 nie mogąc znaleźć sobie miejsca w meczowej kadrze The Trotters, często znajdując się nawet na trybunach przegrywając rywalizację z Nicolasem Anelką, Ricardo Vaz Tê, El Hadji Dioufem i Kevinem Daviesem. Latem 2007 odszedł do grającego w Football League Championship, Hull City. Od 2008 roku gra w Silkeborg IF.